# Måne över Haväng
Måne över Haväng är ett studioalbum utgivet 4 maj 1993 av Ulf Lundell. Albumet var det första som Lundell producerade själv, efter brytningen med Kjell Andersson. Det har sålt guld.

## Låtlista
1. "Ute på vägen igen" - 5.19
2. "Rött" - 4.04
3. "Jag gav bort allt" - 4.35
4. "Katt i fönstret" - 5.52
5. "Älskad och sedd" - 5.11
6. "Silver och guld" - 4.51
7. "Jag ska bli fri" - 5.45
8. "Sjöar" - 6.35
9. "Siddharta" - 5.55
10. "Isabella" - 10.06
11. "Dansa nu" - 6.14
12. "Måne över Haväng" - 5.28

## Medverkande
- Ulf Lundell - akustisk gitarr & elektrisk gitarr
- Janne Bark - elektrisk gitarr & akustisk gitarr
- Hasse Engström - piano, orgel & synth
- Backa-Hans Eriksson - bas
- Werner Modiggård - trummor
- Pelle Sirén - elektrisk gitarr, akustisk gitarr, mandolin, bouzouki & e-bow
- Pelle Blom - synth & piano
- Janne Bark, Maria Blom, Ebba Forsberg & Kjell Segerbrandt - körer
- Erik Häusler, Mats Lundberg & David Wilczewski - blås (2)
- Hasse Engström - blåsarrangemang
- Radiosymfonikerna - stråkar
- Backa-Hans Eriksson & Stefan Blomqvist - stråkarr. (4, 8)
- Henrik Jansson & Ulf Jansson - stråkarr. (12, 5)
- Michael Ilbert - moog, cymbal, tamburin & glockenspiel
- Magnus Persson - slagverk
- Jörgen Cremonese - gitarr (11)

## Listplaceringar
| Lista (1993) | Topplacering |
| ------------ | ------------ |
| Sverige      | 2            |